# Lek-Heng Lim
Lek-Heng Lim ist ein Mathematiker aus Singapur, der sich mit Numerischer Mathematik befasst.
Lim studierte ab 1993 an der Nationalen Universität von Singapur Mathematik mit dem Bachelor-Abschluss 1996 und danach an der Cornell University, an der er 2000 seinen Master-Abschluss erhielt. 2000/2001 war er Clare Hall Fellow an der Universität Cambridge. 2007 wurde er an der Stanford University bei Gene Golub und Gunnar Carlsson promoviert. 2007 wurde er Charles B. Morrey Assistant Professor an der University of California, Berkeley und 2010 Assistant Professor und 2017 Associate Professor an der University of Chicago.
Er befasst sich mit numerischer linearer Algebra, zum Beispiel (Hyper-)Matrix- und Tensorrechnungen. Mit K. Ye entwickelte er den schnellsten Algorithmus für Vektor-Matrix-Multiplikation für Toeplitz- und Hankelmatrizen. In Weiterführung der Arbeit von Volker Strassen untersuchte er die Rolle des Tensor-Rangs in der numerischen Komplexität der Multilinearen Algebra (und speziell der nuklearen Tensor-Norm für die numerische Stabilität). Mit C. Hillar bewies er, dass fast alle Tensor-Probleme NP-schwer sind. Mit Vin de Silva zeigte er, dass das Problem der besten Näherung niedrigen Ranges für Tensoren der Ordnung 3 und höher schlecht gestellt ist (die gesuchten Näherungen brauchen nicht zu existieren). Als Anwendungen untersuchte er unter anderem Bildanalyse für Magnetresonanzbilder von Nervenbahnen im Gehirn. Er wendet auch Methoden der Topologie zum Beispiel auf die Rekonstruktion dreidimensionaler Bilder aus zweidimensionalen Projektionen in der Kryo-Elektronenmikroskopie an.
2017 erhielt er den James-H.-Wilkinson-Preis und den Stephen Smale Prize der Foundation of Computational Mathematics. Für 2020 wurde ihm der Hans-Schneider-Preis zugesprochen.
Er ist im Herausgebergremium von Linear Algebra and its Applications and Linear and Multilinear Algebra.

## Schriften (Auswahl)
- Singular values and eigenvalues of tensors: a variational approach, Proceedings of IEEE Workshop on Computational Advances in Multisensor Adaptive Processing, Band 1, 2005, S. 129–132, Arxiv
- mit P. Comon, G. Golub, B. Mourrain: Symmetric tensors and symmetric tensor rank, SIAM Journal on Matrix Analysis and Applications, Band 30, 2008, S. 1254–1279, Arxiv
- mit V. De Silva: Tensor rank and the ill-posedness of the best low-rank approximation problem, SIAM Journal on Matrix Analysis and Applications, Band 30, 2008, S. 1084–1127, Arxiv
- mit Comon: Multiarray Signal Processing: Tensor decomposition meets compressed sensing, Arxiv 2010
- mit X. Jiang, Y. Yao, Y. Ye: Statistical ranking and combinatorial Hodge theory, Mathematical Programming, Band 127, 2011, S., 203–244
- mit C. J. Hillar: Most tensor problems are NP-hard, Journal of the ACM, Band 60, 2013, S. 45, Arxiv
- Tensors and hypermatrices, in: Handbook of Linear Algebra, CRC Press 2013, S. 231–260